# Shannon Sturges
Shannon Sturges est une actrice américaine, née le 3 janvier 1968 à Hollywood, en Californie (États-Unis).

## Biographie
Elle est la fille de l'acteur Solomon Sturges et la petite-fille du réalisateur et scénariste Preston Sturges.

## Filmographie

### Cinéma
- 1992 : Meurtre à l'Hôtel Sunset (Desire and Hell at Sunset Môtel) : Louella
- 1994 : Mr. Write : Rachel
- 1995 : Social Suicide : Kim Sterling
- 1995 : Two Guys Talkin' About Girls (Vidéo) : Cindy Four
- 1997 : Convict 762 : Nile
- 2003 : S.W.A.T. unité d'élite : Mme Segerstrom
- 2008 : A Christmas Proposal : Cassidy
- 2009 : Ambition to Meaning: Finding Your Life's Purpose : Quinn Harper

### Télévision
- 1990 : Docteur Doogie (Doogie Howser, M.D.) (série télévisée) : Sandi
- 1991 : Brotherhood of the Gun (Téléfilm)
- 1991 - 1992 : Des jours et des vies (Days of Our Lives) (Feuilleton TV) : Molly Brinker
- 1992 : One Stormy Night (Téléfilm) : Molly Brinker
- 1994 : Herman's Head (série télévisée) : La serveuse
- 1994 : Walker, Texas Ranger (série télévisée) : Linda Lee Robbins
- 1995 : Vanishing Son (série télévisée)
- 1996 : Chasseurs de tornades (Tornado!) (Téléfilm) : Samantha 'Sam' Callen
- 1996 - 1997 : Savannah (série télévisée) : Reese Burton
- 1997 : Life with Roger (série télévisée) : Nicole
- 1998 : Déluge infernal (Terror in the Mall) (Téléfilm) : Dr. Sheri Maratos
- 1998 : La croisière s'amuse, nouvelle vague (The Love Boat: The Next Wave) (série télévisée) : Rita
- 1999 : Le Damné (Brimstone) (série télévisée) : Jocelyn Paige
- 1999 : Charmed (série télévisée) : Helena Statler
- 1999 : Morsures mortelles (Silent Predators) (Téléfilm) : Mandy Stratford
- 2000 - 2001 : Deuxième chance (Once and Again) (série télévisée) : Ronnie
- 2001 : Mariage mortel (The Perfect Wife) (Téléfilm) : Leah Tyman / Liza Steward
- 2002 : Boomtown (série télévisée) : Cherie Hechler
- 2002 - 2003 : Port Charles (série télévisée) : Kate Reynolds
- 2003 : Passions (série télévisée) : Sheridan Crane
- 2006 : Péril à domicile (Maid of Honnor) (Téléfilm) : Nicole Harris
- 2006 : Le Berceau du mensonge (Cradle of Lies) (Téléfilm) : Haley Collins
- 2006 : Deux mariages de trop (The Wives He forgot) (Téléfilm) : Jillian Mathers
- 2006 : Cold Case : Affaires classées (Cold Case) (série télévisée) : Melanie